# Società Sportiva Racing Club Roma
La Società Sportiva Racing Club Roma, meglio nota come Racing Roma, è stata una società calcistica italiana con sede nella città di Ardea, nella città metropolitana di Roma Capitale.
Fondata nel 2013 con il nome di Associazione Sportiva Lupa Castelli Romani, ha assunto la suddetta denominazione nel 2016, per poi cessare le attività con la prima squadra nel 2017 a seguito del passaggio della stessa al Fondi.
Il maggior successo ottenuto dal club nella sua breve storia è costituito da due partecipazioni consecutive alla Lega Pro, terzo livello del campionato italiano di calcio.

## Storia

### La fondazione
La società nasce il 30 giugno 2013 su iniziativa di un gruppo di dirigenti provenienti dal Cynthia di Genzano, con lo scopo di riempire il vuoto lasciato nel calcio frascatano dalla storica squadra cittadina, la LVPA Frascati (che aveva lasciato la città per trasferirsi nel quartiere romano di Axa), coinvolgendo al contempo nel progetto tutta l'area dei Castelli Romani.
La direzione generale e la panchina vennero affidate ad altri due ex esponenti dei quadri societari del Cynthia, Pietro Rosato e Cristiano Gagliarducci. Grazie all'acquisto del titolo sportivo del Real TBM Zagarolo di Tor Bella Monaca e Zagarolo (RM), la Lupa Castelli Romani poté quindi debuttare nel campionato laziale di Eccellenza (all'epoca sesta divisione nazionale).

### I campionati dilettantistici
La stagione di debutto, nel girone B laziale di Eccellenza, portò ottimi risultati: la formazione giallorossa ottenne la vittoria del campionato con 6 giornate di anticipo, ottenendo il record assoluto di punti totali (90 punti, contro gli 84 del Ferentino nell'annata 2000-2001), in vittorie (28, contro le 27 sempre del Ferentino) e in gol all'attivo (94 gol, contro i 91 della Lupa Frascati nel 2010-2011). La squadra quindi ottenne dopo un solo anno dalla nascita la promozione in Serie D.
Per il debutto in Serie D, nel girone G, la Lupa Castelli Romani cambia campo di gioco, trasferendo le partite di casa allo stadio Montefiore di Rocca Priora (gestito dall'ex portiere azzurro Marco Amelia, che diventa anche presidente onorario del club) e affidando la panchina a Mario Apuzzo, che tuttavia (a seguito di alcuni risultati negativi) viene sostituito dopo poche partite dall'ex difensore Giorgio Galluzzo. La nuova stagione si chiude nuovamente con la vittoria del girone con due giornate di anticipo, che consente alla squadra, dopo due soli anni di vita, l'accesso alla Lega Pro.

### I campionati professionistici
A seguito della promozione in Lega Pro 2015-2016 la società sceglie di giocare le sue gare interne a Rieti, nello stadio Centro d'Italia-Manlio Scopigno, cambiando altresì i propri colori sociali in quelli reatini (dal preesistente giallo-rosso all'amaranto-celeste). La stagione tuttavia si conclude con l'ultimo posto in classifica e l'immediata retrocessione in Serie D.
Il 18 maggio 2016 il proprietario Pietro Rosato, annuncia l'avvenuta cessione della società a Antonio Pezone, già proprietario della Racing Club di Ardea, militante nel campionato di Eccellenza, che la rinomina Società Sportiva Racing Club Roma, ottenendone il ripescaggio in Lega Pro e spostando la sede legale a Roma per usufruire di uno stadio adeguato alla categoria. La stagione termina tuttavia nuovamente con l'ultimo posto in stagione regolare e la retrocessione in Serie D.

### L'attività a livello giovanile
Nel luglio 2017 il patron Pezone, dopo aver acquistato il Fondi, ridenominandolo Racing Club Fondi non iscrive il Racing Roma alla Serie D e così termina la storia del sodalizio fondato nel 2013, che rimane attivo per il solo settore giovanile con sede e base ad Ardea.

## Colori e simboli

### Colori
Dopo aver giocato le prime due stagioni in tenuta giallorossa, nel 2015-2016 il club ha mutato i propri colori sociali in amaranto e celeste (analogamente al Rieti, di cui condivideva lo stadio casalingo), mantenendo il giallo come tinta complementare. I colori sono stati ulteriormente modificati in gialloverde nel 2016 a seguito del cambio di proprietà e acquisizione del nome Racing Club.

### Simboli ufficiali

#### Stemma
Il primo simbolo del club era costituito da uno scudo sannitico amaranto, bordato di bianco e granata, con sovrapposto un cerchio dorato contenente l'effigie di un lupo disegnata in granata; esso sormontava una fascia ricurva sempre amaranto/granata, contenente la dicitura LUPA A.S.D., racchiusa tra due stelle dorate. L'estremità inferiore dello scudo, colorata egualmente di bianco, contiene un'ulteriore stella. Al di sotto dell'insieme era infine apposta la scritta Castelli Romani.
Nel 2015 venne adottato un nuovo scudetto color amaranto con un palo centrale celeste (bordato d'oro e grigio), contenente il disegno di una testa di lupo grigia. La fascia superiore conteneva la scritta LUPA, in caratteri dorati.
Con l'acquisizione della denominazione Racing Club Roma è stato adottato un nuovo stemma circolare, colorato di giallo (tendente a sfumare in bianco verso il basso), racchiuso da una corona circolare di colore verde acceso, contenente nella parte inferiore la ragione sociale, scritta a caratteri bianchi. Al centro dell'insieme sono collocate le lettere R (verde) e C (nera), in carattere corsivo, sormontanti un classico pallone da calcio modello Telstar.

## Strutture

### Stadio
Nella stagione 2013-2014 la squadra ha usufruito dello stadio VIII settembre di Frascati.
Dalla stagione 2014-2015 il sodalizio ha disputato le partite casalinghe allo stadio Montefiore di Rocca Priora.
Nel 2015, a seguito della promozione in Lega Pro, stante l'inadeguatezza strutturale dello stadio di Rocca Priora ai canoni del calcio professionistico italiano, la squadra ha eletto a campo interno lo stadio Centro d'Italia-Manlio Scopigno di Rieti.
Nel 2016, con il cambio della denominazione Racing Club Roma, il campo interno è divenuto lo stadio Casal del Marmo, impianto sito nel territorio comunale di Roma di proprietà del sodalizio dilettantistico Astrea, tuttavia quest'ultimo viene abbandonato dopo una sola stagione a causa dello scioglimento della società.

### Centro di allenamento
Per la stagione 2015-2016 la Lupa Castelli Romani ha disputato i propri allenamenti al centro sportivo di Tor Bella Monaca. Nella stagione 2016-2017 ha utilizzato la Pineta dei Liberti di Ardea.

## Società

### Sponsor
- 2014-2015 Gems
- 2015-2016 Legea
- 2016-2017 Frankie Garage Sport

### Settore giovanile
Il Racing Roma disponeva di un proprio settore giovanile che era costituito da formazioni che giocavano nei campionati Berretti, Under-17 e Under-15.

## Allenatori e presidenti
| Allenatori - 2013-2014 Cristiano Gagliarducci - 2014-2015 Cristiano Gagliarducci (lug.-set.) Mario Apuzzo (1ª-8ª) Giorgio Galluzzo (9ª-34ª) - 2015-2016 Giorgio Galluzzo (1ª-10ª) Franco Cioci e Mauro Taraborelli (11ª-15ª) Giuseppe Di Franco (16ª-22ª) Mario Palazzi (23ª-34ª) - 2016-2017 Giuliano Giannichedda (1ª-32ª) Antonello Mattei (33ª-38ª) | Presidenti - 2013-2015 Alessandro Virzi - 2015-2016 Pietro Rosati - 2016-2017 Antonio Pezone |

## Calciatori

### Capitani
- Emanuele Mancini (2013-2015)
- Francesco Colantoni (2015-2016)
- Claudio De Sousa (2016-2017)

## Palmarès

### Competizioni interregionali
- Serie D: 1

2014-2015 (girone G)

### Competizioni regionali
- Eccellenza: 1

2013-2014 (girone B)

## Statistiche e record

### Partecipazione ai campionati
Campionati nazionali
| Livello | Categoria | Partecipazioni | Debutto   | Ultima stagione | Totale |
| ------- | --------- | -------------- | --------- | --------------- | ------ |
| 3º      | Lega Pro  | 2              | 2015-2016 | 2016-2017       | 2      |
| 4º      | Serie D   | 1              | 2014-2015 | 2014-2015       | 1      |

Campionati regionali
| Livello | Categoria  | Partecipazioni | Debutto   | Ultima stagione | Totale |
| ------- | ---------- | -------------- | --------- | --------------- | ------ |
| I       | Eccellenza | 1              | 2013-2014 | 2013-2014       | 1      |

### Partecipazione alle coppe
| Competizione          | Partecipazioni | Debutto   | Ultima stagione | Totale |
| --------------------- | -------------- | --------- | --------------- | ------ |
| Coppa Italia Lega Pro | 2              | 2015-2016 | 2016-2017       | 2      |
| Coppa Italia Serie D  | 1              | 2014-2015 | 2014-2015       | 1      |
| Poule Scudetto        | 1              | 2014-2015 | 2014-2015       | 1      |

## Tifoseria

### Storia
Data la sua breve esistenza, nonché la presenza in città di due squadre molto più blasonate, la Racing Roma godeva di un modestissimo seguito di spettatori.

### Gemellaggi e rivalità
Non era segnalata la presenza di gruppi organizzati e di gemellaggi e rivalità con altre squadre.